# Jamal Khashoggi
Jamal Ahmad Khashoggi (tiếng Ả Rập: جمال خاشقجي jamāl ḵāšuqji, phát âm tiếng Ả Rập Hejaz: [dʒaˈmaːl xaːˈʃʊɡ.(d)ʒi], sinh ngày 13 tháng 10 năm 1958, mất ngày 2 tháng 10 năm 2018) là một nhà báo Ả Rập Xê Út bị mất tích, và là cựu tổng giám đốc và tổng biên tập của Al-Arab News Channel. Ông từng là biên tập viên cho tờ báo Saudi Al Watan, biến nó thành diễn đàn cho những người cấp tiến Ả Rập Xê Út.
Khashoggi chạy trốn khỏi Ả Rập Xê Út vào tháng 9 năm 2017 sau khi Chính phủ nước này cấm ông sử dụng Twitter, và kể từ đó đã viết các bài báo chỉ trích Chính phủ Ả Rập Xê Út. Khashoggi là một nhà phê bình cao cấp về Thái tử Mohammad bin Salman và Vua Salman của Ả Rập Xê Út. Ông cũng chỉ trích sự can thiệp vào Yemen do Ả Rập Xê Út dẫn đầu. Ông hiện đang mất tích và có cáo buộc rằng ông đã bị sát hại và cắt thành từng mảnh trong lãnh sự quán Ả Rập Xê Út ở Istanbul, Thổ Nhĩ Kỳ, trong khoảng thời gian trong hoặc sau ngày 2 tháng 10 năm 2018. Ngày 19 tháng 10 năm 2018, nhà cầm quyền Ả Rập Xê Út thừa nhận là ông đã bị đánh chết trong tòa lãnh sự.

## Thời thơ ấu và giáo dục
Ông sinh ra ở Medina vào năm 1958. Ông nội của ông, Muhammad Khashoggi, người gốc Thổ Nhĩ Kỳ, đã kết hôn với một phụ nữ Ả Rập Xê Út và từng là bác sĩ riêng cho vua Abdulaziz Al Saud, người sáng lập vương quốc Ả Rập Xê Út. Jamal Khashoggi cũng là cháu của Adnan Khashoggi - đại lý cung cấp vũ khí cấp cao của Ả Rập Xê Út trong những năm 1980, nổi tiếng với vai trò của mình trong vụ bê bối chính trị Iran-Contra, ước tính có tài sản khoảng 4 tỷ đô la. Ông cũng là anh em họ với Dodi Fayed - người có quan hệ tình cảm với Vương phi xứ Wales Diana vào thời điểm cả hai bị giết trong một vụ tai nạn xe hơi ở Paris. 

Ông theo học tiểu học và trung học ở Ả Rập Xê Út và có bằng cử nhân về quản trị kinh doanh từ Đại học bang Indiana ở Hoa Kỳ vào năm 1982.

## Sự nghiệp
Jamal Khashoggi bắt đầu sự nghiệp của mình là quản lý khu vực cho Tihama Bookstores từ năm 1983 đến năm 1984. Sau đó, Khashoggi làm phóng viên cho báo Saudi Gazette và làm trợ lý cho Okaz từ 1985 đến 1987. Ông tiếp tục sự nghiệp của mình như là một phóng viên cho các tờ báo Ả Rập hàng ngày và hàng tuần từ năm 1987 đến năm 1990, bao gồm Al Sharq Al Awsat, Al Majalla và Al Muslimoon. Ông trở thành quản lý biên tập và quyền tổng biên tập của Al Madina vào năm 1991 và nhiệm kỳ của ông kéo dài cho đến năm 1999.
Từ 1991 đến 1999, ông là phóng viên nước ngoài ở các nước như Afghanistan, Algérie, Kuwait, Sudan và Trung Đông. Có tường thuật, ông phục vụ với cả Cơ quan Tình báo Ả Rập Xê Út và có thể lẫn Hoa Kỳ ở Afghanistan trong thời gian này. Sau đó, ông được bổ nhiệm làm phó tổng biên tập của tờ Arab News, tờ báo tiếng Anh hàng đầu của Ả Rập Xê Út và giữ chức vụ này từ năm 1999 đến năm 2003.
Khashoggi trở thành tổng biên tập của nhật báo Al Watan trong thời gian chưa đầy hai tháng vào năm 2003. Nhiệm kỳ của ông là tổng biên tập kéo dài trong 52 ngày. Khashoggi bị Bộ Thông tin Ả Rập Xê Út sa thải vào tháng 5 năm 2003 vì ông cho phép một nhà bình luận chỉ trích học giả Hồi giáo Ibn Taymiyya (1263 - 1328), người được coi là cha đẻ của Wahhabism - một phong trào mà tổ chức Anh em Hồi giáo luôn bất đồng quan điểm. Sự kiện này dẫn đến danh tiếng đáng ngờ của Khashoggi ở phương Tây như là một nhân vật tự do tiến bộ.
Sau khi bị sa thải, Khashoggi tự nguyện đến Luân Đôn lưu vong. Tại đây, anh gia nhập đội ngũ của Al Faisal với tư cách là một cố vấn. Sau đó, ông phục vụ như là một cố vấn truyền thông cho Hoàng tử Turki Al Faisal, trong khi ông này là đại sứ của Ả Rập Xê Út tại Hoa Kỳ.
Vào tháng 4 năm 2007, Khashoggi bắt đầu trở lại làm việc với tư cách là tổng biên tập tại Al Watan lần thứ hai. Một bài viết của nhà thơ Ibrahim al-Almaee thách thức các cơ sở Salafi cơ bản đã được xuất bản tại Al Watan vào tháng 5 năm 2010, dẫn đến việc Khashoggi dường như bị buộc phải từ chức, cũng là lần thứ hai, vào ngày 17 tháng 5 năm 2010. Al Watan thông báo rằng Khashoggi đã từ chức tổng biên tập "để tập trung vào các dự án cá nhân của mình". Tuy nhiên, người ta cho rằng ông đã bị buộc phải từ chức do sự không hài lòng của các quan chức với các bài báo được công bố trên tờ báo chỉ trích các quy tắc Hồi giáo khắc nghiệt của Vương quốc.
Sau khi mất chức lần thứ hai ở Al Watan vào năm 2010, Khashoggi được bổ nhiệm bởi Al-Waleed bin Talal làm giám đốc kênh tin tức Al-Arab ở Bahrain. Ông cũng là một nhà bình luận chính trị cho các kênh Ảrập và quốc tế, bao gồm MBC, BBC, Al Jazeera và Dubai TV. Từ tháng 6 năm 2012 đến tháng 9 năm 2016, các bài ý kiến thường xuyên của ông đã được Al Arabiya xuất bản.
Trích dẫn một bài tường thuật từ Middle East Eye, The Independent cho biết vào tháng 12 năm 2016, Khashoggi đã bị nhà cầm quyền Ả Rập Xê Út cấm xuất bản hoặc xuất hiện trên truyền hình "vì chỉ trích Tổng thống đắc cử Donald Trump".

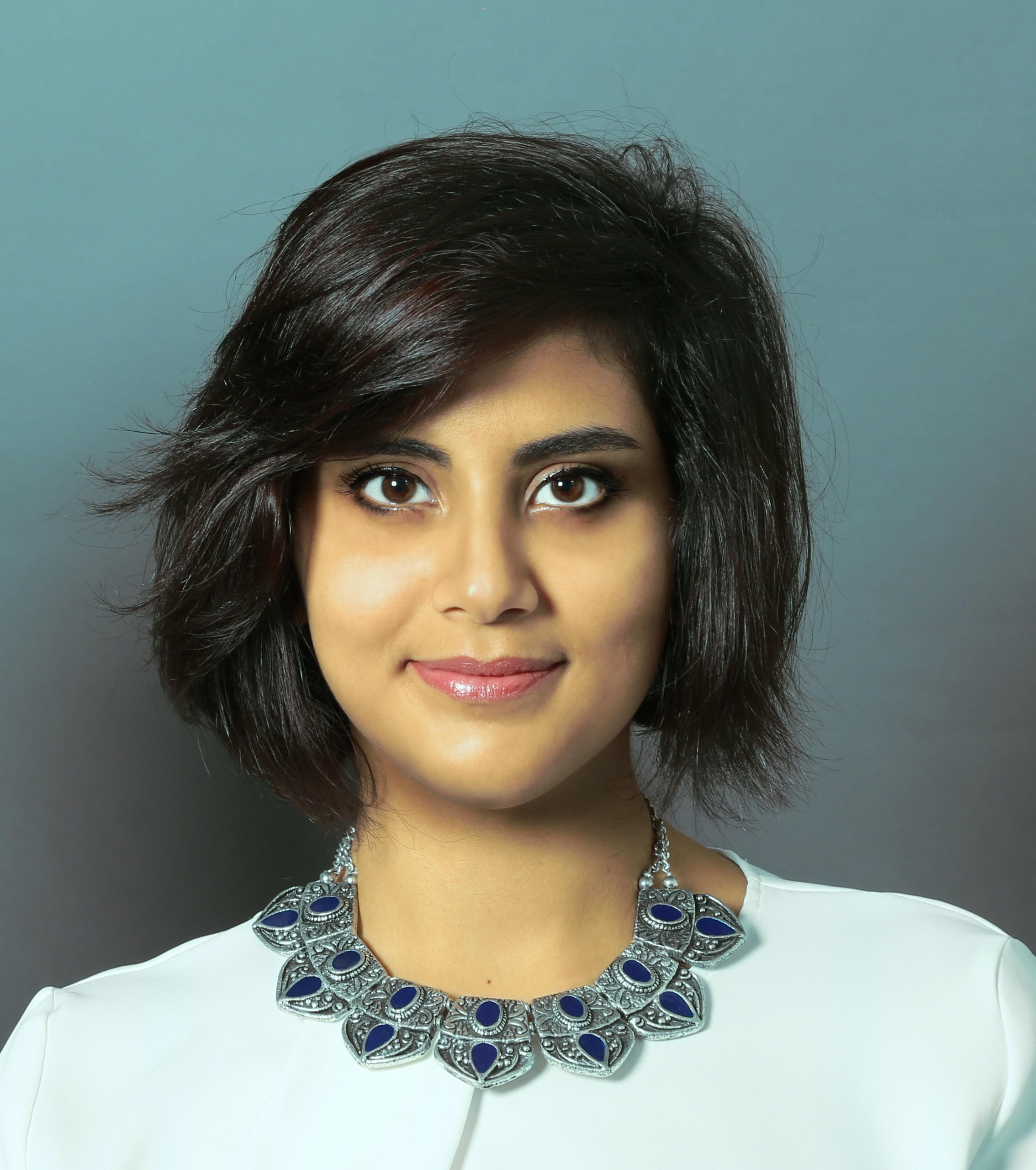
Kashoggi chỉ trích việc bắt giữ nhà hoạt động
nữ quyền Loujain al-Hathloul vào tháng 5 năm 2018

Khashoggi chuyển đến Hoa Kỳ vào tháng 6 năm 2017  và bắt đầu viết cho tờ Washington Post vào tháng 9 năm 2017. Trên báo đó, ông chỉ trích cuộc phong tỏa của Ả Rập Xê Út chống lại Qatar, tranh chấp của Ả Rập Xê Út với Lebanon, Tranh chấp ngoại giao của Ả Rập Xê Út với Canada và sự đàn áp của Vương quốc đối với những người bất đồng chính kiến và truyền thông. Kashoggi ủng hộ một số cải cách của Thái tử, như cho phép phụ nữ lái xe, nhưng ông lên án việc bắt giữ Loujain al-Hathloul của Ả Rập Xê Út, người đứng thứ 3 trong danh sách 100 phụ nữ Ả Rập quyền lực nhất năm 2015, Eman al-Nafjan, Aziza al-Yousef, và một số người ủng hộ quyền phụ nữ khác tham gia vào phong trào phụ nữ đòi quyền lái xe và chiến dịch chống phái nam giám hộ.
Nói chuyện với đài BBC trong chương trình Newshour, Khashoggi chỉ trích Israel về việc xây những khu định cư Israel trong lãnh thổ Palestine bị chiếm đóng: "Không có áp lực quốc tế đối với người Israel và do đó người Israel đã tự do lập các khu định cư, phá dỡ nhà cửa."
Theo báo Spectator, "Với gần hai triệu người theo dõi trên Twitter, ông là nhà chính trị nổi tiếng nhất trong thế giới Ả Rập và là khách thường xuyên trên các mạng lưới tin tức lớn ở Anh và Hoa Kỳ." 
Năm 2018, Khashoggi thành lập một đảng chính trị mới được gọi là Dân chủ cho thế giới Ả Rập ngay bây giờ, gây ra một mối đe dọa chính trị cho Thái tử Mohammed. Ông viết một bài trên báo Washington Post vào ngày 3 tháng 4 năm 2018, nói rằng, Ả Rập Xê Út "nên trở về tình trạng chính trị trước năm 1979, khi chính phủ hạn chế truyền thống Wahhabi quá khích. Phụ nữ ngày nay nên có quyền như nam giới. Và mọi công dân nên có quyền để nói lên suy nghĩ của họ mà không sợ bị bỏ tù.

### Quan hệ với Osama bin Laden
Khashoggi kết bạn với Osama bin Laden trong những năm 1980 khi ông này đang chiến đấu chống lại quân đội Liên Xô ở Afghanistan. Khashoggi phỏng vấn bin Laden nhiều lần. Ông thường gặp Bin Laden ở Tora Bora, và một lần nữa ở Sudan vào năm 1995. Trong thời gian này ông làm việc cho tình báo Ả Rập Xê Út, cố gắng thuyết phục bin Laden làm hòa với gia đình hoàng gia Saudi. 
Được biết, Khashoggi đã từng cố gắng thuyết phục Bin Laden bỏ bạo lực. Khashoggi là người Ả Rập Xê Út ngoài hoàng gia duy nhất biết về các vụ thương lượng thầm kín của Hoàng gia với al-Qaeda dẫn tới các vụ tấn công khủng bố ngày 11 tháng 9. Ông tự cách ly mình với bin Laden sau các vụ tấn công đó.

## Biến mất
Vào ngày 2 tháng 10 năm 2018, Khashoggi vào tòa lãnh sự của Ả Rập Xê Út tại Istanbul để lấy một văn kiện cần thiết để kết hôn, trong khi vị hôn thê của ông, Hatice Cengiz, đợi bên ngoài. Khi anh không trở ra, vị hôn thê của ông đã báo cáo ông đã mất tích khi lãnh sự quán đóng cửa. Chính phủ Saudi cho biết ông đã rời khỏi lãnh sự quán  thông qua một lối vào phía sau, Chính phủ Thổ Nhĩ Kỳ cho biết ông vẫn còn bên trong, và vị hôn thê và bạn bè của ông cho biết ông vẫn còn mất tích.
Theo nhiều nguồn tin cảnh sát vô danh, cảnh sát Thổ Nhĩ Kỳ tin rằng Khashoggi bị tra tấn dã man và sau đó bị giết trong lãnh sự quán Ả Rập Xê Út ở Istanbul  bởi một nhóm 15 thành viên được đưa từ Ả Rập Xê Út tới cho hoạt động này. Theo báo New York Times, lấy tin từ các nhà điều tra Thổ Nhĩ Kỳ, thì một người là cận vệ của Thái tử MBS tên Maher Abdulasis Mutreb, còn 3 người khác cũng thuộc nhóm an ninh của Thái tử. Một nguồn tin cảnh sát vô danh cho rằng xác chết đã bị cắt thành từng mảnh và được lặng lẽ mang khỏi tòa lãnh sự và tất cả những điều này được "quay video để chứng minh nhiệm vụ đã hoàn thành và cuốn băng được mang ra khỏi nước". Báo trực tuyến Middle East Eye cho biết người này là Salah Muhammad al-Tubaigy, người đứng đầu bộ phận bằng chứng pháp y thuộc cơ quan an ninh trung ương Ả Rập Xê Út.
Chính quyền Thổ Nhĩ Kỳ tuyên bố rằng phim quay từ camera an ninh đã bị lấy đi khỏi lãnh sự quán Ả Rập Xê Út ở Istanbul và nhân viên Thổ Nhĩ Kỳ đột nhiên được yêu cầu lấy ngày nghỉ vào ngày Khashoggi biến mất khi ở trong tòa nhà.
Vào ngày 7 tháng 10, các quan chức Thổ Nhĩ Kỳ cam kết sẽ công bố bằng chứng Khashoggi đã bị giết. Yasin Aktay, cố vấn cho tổng thống Thổ Nhĩ Kỳ, ban đầu nói rằng ông tin rằng Khashoggi đã bị giết trong lãnh sự quán, nhưng ngày 10 tháng 10 ông tuyên bố "Nhà nước Ả Rập Xê Út không bị đổ lỗi ở đây", một điều mà nhà báo Guardian thấy là Thổ Nhĩ Kỳ đang cố gắng không để gây hại cho quan hệ thương mại sinh lợi và mối quan hệ khu vực nhạy cảm với Ả Rập Xê Út. Thổ Nhĩ Kỳ sau đó tuyên bố có bằng chứng âm thanh và video trực tiếp về vụ giết người xảy ra bên trong lãnh sự quán.
Vào ngày 10 tháng 10, Thông tin al-Waqt dẫn lời các nguồn tin nói rằng Mohammad bin Salman đã chỉ định Ahmad Asiri, phó giám đốc Al-Mukhabarat Al-A'amah  và cựu phát ngôn viên của liên minh do Ả Rập Xê Út dẫn đầu tại Yemen, với sứ mệnh hành quyết Jamal Khashoggi trong lãnh sự quán Ả Rập Xê Út ở Istanbul. Một sĩ quan quân đội khác có nhiều kinh nghiệm trong việc đối phó với các nhà bất đồng chính kiến là người được dự tuyển thứ hai cho phái đoàn.
Vào ngày 11 tháng 10, Reuters thông báo rằng các quan chức Thổ Nhĩ Kỳ đang điều tra xem Apple Watch của Khashoggi có tiết lộ những gì đã xảy ra với ông trong lãnh sự quán Ả Rập Xê Út hay không, xem xét dữ liệu của đồng hồ thông minh này có được đưa lên đám mây hay điện thoại riêng của ông ta, đang được hôn thê của ông ấy, Hatice Cengiz, giữ.
Ngày 12 tháng 10, cựu đại sứ Mỹ tại Ả Rập Xê Út, Robert Jordan, nói rằng ông ta chắc chắn 95% rằng Ả Rập Xê Út đã giết Jamal Khashoggi.
Ngày 14 tháng 10, sau khi nói chuyện với Vua Ả Rập Xê Út qua điện thoại, tổng thống Trump nói, Salman " phủ nhận đã biết được điều gì có thể xảy ra... phủ nhận này rất, rất mạnh mẽ, nghe có vẻ đối với tôi có lẽ đây là những kẻ giết người vô lương tâm. ai biết được? "  Tối ngày 15 CNN cho biết, có 2 nguồn cho là Ả Rập Xê Út đang chuẩn bị thú nhận Khashoggi đã chết trong cuộc thẩm vấn, mà ý định là để bắt cóc ông ta ra khỏi Thổ. Việc làm không được cho phép, và những kẻ chịu trách nhiệm sẽ bị trừng phạt. Những nhà điều tra Thổ không chấp nhận những giải thích này: Tại sao Ả Rập Xê Út lại gửi 15 quan chức, bao gồm một chuyên gia pháp y và chuyên gia khám nghiệm tử thi, lên máy bay đến Istanbul nếu họ chỉ muốn thẩm vấn Khashoggi? " Một viên chức Thổ Nhĩ Kỳ nói với tờ báo Sabah, làm sao họ có thể giết và thủ tiêu cơ thể của Khashoggi trong vòng 2 tiếng, nếu họ không có ý định làm điều đó? " 
Vào ngày 16 tháng 10, cổng thông tin trực tuyến Middle East Eye tiết lộ, vụ giết người mất khoảng bảy phút và chuyên gia pháp y Salah al-Tubaiqi cắt cơ thể Khashoggi thành nhiều mảnh, trong khi Khashoggi vẫn còn sống, khi ông đeo tai nghe và nghe nhạc. Middle East Eye tường thuật, "Tubaiqi bắt đầu cắt cơ thể của Khashoggi trên một cái bàn trong khi ông ta vẫn còn sống," và "Không có cố gắng để thẩm vấn ông ta. Họ đến để giết ông ta." 
Ngày 17 tháng 10, tờ báo thân chính quyền Yeni Safak của Thổ Nhĩ Kỳ tường thuật về bản thu âm, trong đó có thể nghe thấy lãnh sự Ả Rập Xê Út Mohammed al-Otaibi nói với những người tra tấn Khashoggi rằng: "Làm ở bên ngoài! Các anh làm tôi sẽ gặp nhiều rắc rối." Một kẻ tra tấn trả lời: "Câm miệng lại, nếu ông muốn sống khi ông trở về nước."  Cũng theo báo này, những kẻ tra tấn đã chặt ngón tay Khashoggi và sau đó chặt đầu ông. Cùng ngày tờ Daily Sabah của Thổ công bố tên và hình ảnh một nhóm Saudi gồm 15 thành viên, cho biết, họ tới Istanbul hầu hết bằng máy bay riêng từ Ả Rập Xê Út ở 2 khách sạn và về nước cùng ngày, được cho là tới để ám sát Khashoggi.
Ngày 18 tháng 10 báo Thổ tiếng Anh Daily Sabah tường thuật, hàng xóm ở biệt thự của lãnh sự Ả Rập Xê Út để ý tới một tiệc nướng thịt bất thường, hiển nhiên qua màn khói mùi của xác chết bị cắt ra thui thành tro ở đó: "Chúng tôi sống ở đây 12 năm, nhưng chưa bao giờ tôi thấy họ có tiệc nướng thịt. Ngày hôm đó họ có tiệc nướng thịt trong vườn." 
Tờ báo thân chính phủ Yeni Safak, trong khi đó, tường thuật về một cuộc gọi điện thoại vào ngày biến mất của Khashoggi có thể tiếp tục gây áp lực lên Thái tử Mohammed bin Salman. Theo đó người điều hành nhóm ám sát Ả Rập Xê Út, được cho là chịu trách nhiệm về cái chết của Khashoggi, đã gọi điện thoại bốn lần cho gám đốc văn phòng của Thái tử. Cuộc gọi điện thoại được cho là đã được tiến hành từ văn phòng của Tổng Lãnh sự và sau khi Khashoggi bị giết.

### Nghi phạm
Báo Al-Waqt dẫn lời các nguồn thông tin nói rằng Mohammad bin Salman đã chỉ định Ahmad Asiri, phó lãnh đạo của Al-Mukhabarat Al-A'amah  và cựu phát ngôn viên của liên minh do Ả Rập Xê Út dẫn đầu tại Yemen, với nhiệm vụ hành quyết Khashoggi bên trong lãnh sự quán Ả Rập Xê Út ở Istanbul. Một sĩ quan quân đội khác có nhiều kinh nghiệm trong việc đối phó với những người bất đồng chính kiến là ứng cử viên thứ hai cho nhiệm vụ này. Cùng ngày, các phương tiện truyền thông Thổ Nhĩ Kỳ gần gũi với tổng thống Thổ đã công bố hình ảnh về những người được mô tả là một nhóm "ám sát 15 thành viên" bị cáo buộc được gửi đến để giết Khashoggi, và về một chiếc xe tải đen sau đó đi từ lãnh sự quán Ả Rập Xê Út đến nhà riêng lãnh sự. Vào ngày 17 tháng 10, Daily Sabah, một thông tấn xã gần gũi với tổng thống Thổ Nhĩ Kỳ, đã công bố tên và hình ảnh của nhóm Ả Rập Xê Út gồm 15 thành viên bị kiểm soát hộ chiếu. Các chi tiết bổ sung về danh tính cũng được tường thuật cùng với bí danh của họ:

- Maher Abdulaziz Mutreb (tiếng Ả Rập: ماهر عبد العزيز مترب) (sinh 1971)
- Salah Muhammed al-Tubaigy (tiếng Ả Rập: صلاح محمد الطبيقي) (sinh 1971)
- Abdulaziz Mohammed Al-Hasawi (tiếng Ả Rập: عبد العزيز محمد الحساوي) (sinh 1987)
- Thaer Ghaleb Al-Harbi (tiếng Ả Rập: ثائر غالب الحربي) (sinh 1979)
- Mohammed Saad Al-Zahrani (tiếng Ả Rập: محمد سعد الزهراني) (sinh 1988)
- Meshal Saad Al-Bostani (tiếng Ả Rập: مشعل سعد البستاني) (sinh 1987, chết 2018): Theo báo Al Jazeera, ông là một trung úy trong Không lực Hoàng gia Ả Rập Xê Út.[62] Theo truyền thông Thổ, ông chết trong một tai nạn xe hơi ở Riyadh khi trở về Ả Rập Xê Út.[63][64][65]
- Naif Hassan Al-Arefe (tiếng Ả Rập: نايف حسن العريفي) (sinh 1986)
- Mustafa Mohammed Al-Madani (tiếng Ả Rập: مصطفى محمد المدني) (sinh 1961)
- Mansur Uthman Abahussein (tiếng Ả Rập: منصور عثمان أباحسين) (sinh 1972)
- Waleed Abdullah Al-Shehri (tiếng Ả Rập: وليد عبد الله الشهري) (sinh 1980)
- Turki Musharraf Al-Shehri (tiếng Ả Rập: تركي مشرف الشهري) (sinh 1982)
- Fahad Shabib Al-Balawi (tiếng Ả Rập: فهد شبيب البلوي) (sinh 1985)
- Saif Saad Al-Qahtani (tiếng Ả Rập: سيف سعد القحطاني) (sinh 1973)
- Khalid Aedh Al-Taibi (tiếng Ả Rập: خالد عايض الطيبي) (sinh 1988)
- Badir Lafi Al-Otaibi (tiếng Ả Rập: بدر لافي العتيبي) (sinh 1973)

### Nguyên nhân
Các nhà phân tích cho rằng Khashoggi có thể được coi là đặc biệt nguy hiểm bởi lãnh đạo Ả Rập Xê Út bởi vì ông không phải là một nhà bất đồng chính kiến lâu năm, mà là một trụ cột của giới thống trị Ả Rập Xê Út cầm quyền trong nhiều thập kỷ, làm việc tại các cơ quan thông tin của Ả Rập Xê Út và từng là cố vấn cho cựu giám đốc tình báo Ả Rập Xê Út.

### Phản ứng
- Ả Rập Xê Út: Thái tử Mohammad bin Salman của Ả Rập Xê Út tuyên bố Khashoggi đã rời khỏi lãnh sự ngay sau khi vào làm việc trong thời gian ngắn.[67] Arab News tiếng Anh vào ngày 10 tháng 10 năm 2018 tường thuật rằng Đại sứ Ảrập tại Hoa Kỳ Hoàng tử Khalid bin Salman "lên án" những rò rỉ độc hại và những tin đồn nghiệt ngã xung quanh sự biến mất của Khashoggi "và" các tường thuật cho rằng Jamal Khashoggi đã mất tích trong lãnh sự quán Istanbul hoặc chính quyền của Vương quốc đã bắt giữ anh ta hoặc giết anh ta là hoàn toàn sai, và vô căn cứ ".[68][69] Al Arabiya, đài truyền hình Liên Ả Rập thuộc Ả Rập Xê Út có trụ sở tại Dubai, tuyên bố rằng các báo cáo về sự biến mất của Khashoggi trong lãnh sự quán Ả Rập Xê Út là do Qatar giật dây. Theo tờ báo hàng ngày của Xê Út Okaz, Qatar có "quyền sở hữu 50% của tờ Washington Post và có ảnh hưởng đến hướng biên tập của nó". Tờ báo hàng ngày của Ả Rập Xê Út Al Yaum tuyên bố, các thành viên của đội tử hình thực tế là khách du lịch.[70]
- Thổ Nhĩ Kỳ: Tổng thống Thổ Nhĩ Kỳ Erdoğan yêu cầu Chính phủ Ả Rập Xê Út cung cấp bằng chứng cho tuyên bố của họ rằng Khashoggi rời khỏi lãnh sự quán còn sống, điều mà Camera quan sát của cảnh sát Thổ Nhĩ Kỳ đã không thâu được.[71] Theo báo chí, quan chức Thổ cho là, một nhóm công tác đặc biệt gồm 15 người đã tới, giết và thủ tiêu xác của Khashoggi. Họ có được video và âm thanh về cuộc ám sát này. Người phát ngôn của đảng cầm quyền Thổ Nhĩ Kỳ AKP Ömer Celik mô tả cái chết của Jamal Khashoggi là một vụ giết người "có hoạch định một cách tàn bạo" và "có rất nhiều nỗ lực được thực hiện để dấu nhẹm nó".[59] Các nhà điều tra Thổ, tuy nhiên, cho tới nay chưa đưa ra một lời giải thích chính thức.[72]
- Hoa Kỳ: Ngoại trưởng Mỹ Mike Pompeo kêu gọi Ả Rập Xê Út "hỗ trợ một cuộc điều tra kỹ lưỡng về sự biến mất của ông Khashoggi và minh bạch hóa kết quả của cuộc điều tra đó."[73] Tổng thống Trump bày tỏ lo ngại về số phận của Khashoggi.[74] Thượng nghị sĩ Hoa Kỳ Chris Murphy viết, nếu các báo cáo về vụ giết người của Khashoggi là sự thật, "nó sẽ tượng trưng cho một sự phá vỡ cơ bản" trong quan hệ giữa Ả Rập Xê Út và Hoa Kỳ.[75] Murphy cũng kêu gọi ít nhất tạm thời dừng lại trong sự hỗ trợ quân sự của Hoa Kỳ cho sự can thiệp do Ả Rập Xê Út dẫn đầu ở Yemen.[76] Thượng nghị sĩ Hoa Kỳ Rand Paul nói rằng ông sẽ cố gắng bắt buộc bỏ phiếu để ngăn chặn việc bán vũ khí của Hoa Kỳ trong tương lai cho Ả Rập Xê Út.[77] Thượng nghị sĩ Bob Corker, Chủ tịch Ủy ban Đối ngoại Thượng viện, đã gửi một bức thư cho Trump về sự biến mất của Khashoggi. Lá thư này được ký bởi toàn bộ Ủy ban ngoại trừ Ron Paul (người đã chuẩn bị một lá thư riêng của mình), chỉ thị chính quyền xác định liệu Khashoggi có thực sự bị bắt cóc, tra tấn hoặc ám sát bởi Chính phủ Ả Rập Xê Út hay không, và theo yêu cầu của Luật Chịu trách nhiệm về Nhân quyền Toàn cầu Magnitsky, đối đáp trong vòng 120 ngày với quyết tâm xử phạt các cá nhân chịu trách nhiệm.[69] Thượng nghị sĩ Hoa Kỳ Bernie Sanders nói rằng, "có vẻ như rõ ràng làThái tử Mohammad bin Salman cảm thấy được khuyến khích bởi sự ủng hộ không chất vấn của Chính quyền Trump." [69] Tổng thống Trump nói với các nhà báo: "Tôi biết các thượng nghị sĩ đang nói về các loại hình phạt khác nhau, nhưng Ả Rập Xê Út đang chi 110 tỉ đô la cho thiết bị quân sự và những thứ tạo ra công ăn việc làm cho đất nước này. "[78] Trump, đặc biệt phản đối nỗ lực của Thượng viện nhằm ngăn chặn thỏa thuận buôn bán vũ khí với Ả Rập Xê Út, tuyên bố rằng việc ngăn chặn một thỏa thuận như vậy" sẽ không được tôi chấp nhận. " [79]
- EU: Vào ngày Chủ nhật 14/10, một tuyên bố chung của các bộ trưởng bộ ngoại giao của Anh, Pháp và Đức đã kêu gọi mở một cuộc điều tra đáng tin cậy để đảm bảo những người chịu trách nhiệm về sự biến mất của ông Khashoggi phải bị trừng phạt. Sau đó ngọai trưởng Anh Jeremy Hunt nói, "nếu, như họ nói, vụ giết người khủng khiếp này đã không xảy ra, thì Jamal Khashoggi ở đâu? Đó là điều mà thế giới muốn biết." [80]
- Đức: Hoàng tử Khalid bin Farhan Al Saud, trước đây là viên chức ngoại giao Ả Rập Xê Út ở Ai Cập, tị nạn ở Đức từ 2004 nói với thông tấn xã DPA: "Vài ngày trước khi Khashoggi biến mất, đại diện Chính phủ Ả Rập Xê Út nói với một thân nhân của tôi và cho xem một chi phiếu là họ muốn giúp đỡ ông trong tình trạng kinh tế khó khăn. Ông chỉ phải tới Đại sứ quán Ả Rập Xê Út ở Ai Cập để nhận. Khalid tin là, nếu ông nghe lời thì chắc cũng phải chịu số phận như Khashoggi.[81]
- : Ủy viên Nhân quyền LHQ Michelle Bachelet kêu gọi dỡ bỏ ngay lập tức khả năng miễn trừ ngoại giao của các quan chức Ả Rập Xê Út liên quan đến sự biến mất của Khashoggi. Bà nhấn mạnh rằng khả năng miễn dịch ngoại giao không nên được sử dụng như một cái cớ "để cản trở các cuộc điều tra về các sự kiện và những người chịu trách nhiệm". Sự biến mất và giết hại một người là một "tội phạm rất nghiêm trọng". Người ta phải điều tra để có được "bằng chứng rõ ràng" rằng Khashoggi đã không trở về từ lãnh sự quán.[82]

#### Báo chí và cố vấn
Theo đài BBC, "Thổ Nhĩ Kỳ hy vọng sẽ được ủng hộ từ đồng minh NATO của họ, Hoa Kỳ. Nhưng Ả Rập Xê Út được cho là đồng minh thân cận nhất của Donald Trump ở Trung Đông - và Washington có thể miễn cưỡng cân nhắc việc chống lại Riyadh ở giai đoạn này." 
Vào ngày 9 tháng 10, tờ Washington Post tường thuật, "tình báo Mỹ nghe được liên lạc của các quan chức Ả Rập Xê Út thảo luận về kế hoạch bắt giữ" Khashoggi. Không rõ liệu người Ả Rập có dự định bắt và thẩm vấn Khashoggi hay giết ông ta hay không, hay nếu Mỹ cảnh báo Khashoggi, ông ta là mục tiêu đang bị nhắm tới. Liên lạc bị chặn được, được coi là quan trọng vì Khashoggi là cư dân hợp pháp của Hoa Kỳ và do đó có quyền được bảo vệ. Theo các quan chức của NSA, cảnh báo về mối đe dọa này được truyền đạt tới Nhà Trắng thông qua các kênh tình báo chính thức.
Vào ngày 11 tháng 10, Richard Branson cho đưa ra một tuyên bố, ông đã đình chỉ vai trò cố vấn của mình cho hai dự án liên quan đến Viễn cảnh Liên minh Ả Rập Xê Út 2030 trong bối cảnh tranh cãi Khashoggi. Giám đốc điều hành của Viacom,Robert Bakish, Giám đốc điều hành Uber, Dara Khosrowshahi, đồng sáng lập AOL, Steve Case, tập đoàn Virgin, Richard Branson, Chủ tịch Ngân hàng Thế giới, Jim Yong Kim, Thời báo Tài chính, Bloomberg, CNN, Thời báo New York, The Economist và CNBC đều rút lại sự tham gia của họ trong Sáng kiến đầu tư tương lai của Ả Rập Xê Út (FII), đang trong năm thứ hai. Giám đốc điều hành Sam Comman của Y Combinator thông báo rằng ông đang đình chỉ việc ông "tham gia với ban cố vấn NEOM cho đến khi các sự kiện liên quan đến sự biến mất của Jamal Khashoggi được biết rõ."
Theo Rami George Khouri, một giáo sư báo chí tại Đại học Mỹ ở Beirut, "Trường hợp của Jamal Khashoggi, thật không may chỉ là đỉnh của tảng băng trôi... nó sẽ chỉ là một ví dụ bi thảm nhất của một xu hướng đã tiến hành liên tục trong ít nhất từ 30 đến 40 năm, nhưng đã leo thang dưới sự cai trị của MBS, " đề cập đến Thái tử Ả Rập Xê Út Mohammad bin Salman.
Al-Jazeera tường thuật, " cả thế giới Ả Rập vẫn im lặng... không có phản ứng chính thức từ bất kỳ chính phủ Ả Rập nào, và hầu như không có bất kỳ sự lên án nào từ các phương tiện truyền thông Ả Rập." 

## Điều tra về tình trạng mất tích
Vào tối ngày 14 tháng 10, tổng thống Erdoğan và vua Salman tuyên bố, 2 bên đã thỏa thuận lập một nhóm điều tra chung để xem xét vụ này  Vào ngày 15 tháng 10, một cuộc khám xét tòa lãnh sự bởi cả viên chức Thổ Nhĩ Kỳ và Ả Rập Xê Út xảy ra kéo dài 9 tiếng. Tổng thống Thổ Nhĩ Kỳ Recep Tayyip Erdogan nói rằng một số chất độc trong lãnh sự quán đã được sơn lấp lên trước khi các nhà điều tra có thể vào lãnh sự quán.
Ngày 17.10, bộ trưởng Nội vụ Thổ Süleyman Soylu cho biết ông biết về số phận của Khashoggi, tuy nhiên quần chúng nên kiên nhẫn chờ kết quả của ban điều tra. Bộ trưởng bộ Ngoại giao cho biết danh thự của lãnh sự Ả Rập Xê Út chưa bị khám xét và hy vọng cảnh sát có thể bắt đầu hôm nay. Chiều ngày 17.10 cảnh sát Thổ đã vào khám xét biệt thự lãnh sự Ả Rập Xê Út, sau khi lãnh sự al-Otaibi về nước ngày hôm trước. Tại đây, các chuyên gia pháp y Thổ Nhĩ Kỳ đã tìm thấy "các mẫu giống với những mẫu không dấu được" tại lãnh sự quán Saudi, cung cấp, theo văn phòng của tổng công tố viên "thêm bằng chứng về kết luận rằng Jamal Khashoggi đã bị giết trong tòa nhà lãnh sự".
Trong khi đó, một nhóm các tổ chức nhân quyền đòi hỏi một cuộc điều tra của LHQ về sự biến mất của Jamal Khashoggi. Đây là "bảo đảm tốt nhất chống lại sự che lấp của Ả Rập Xê Út", ông Robert Mahoney, giám đốc của Ủy ban bảo vệ nhà báo ngày 18.10 cho biết. Đại diện của Tổ chức Ân xá Quốc tế, Tổ chức Theo dõi Nhân quyền và Phóng viên Không Biên giới cũng cùng ý kiến.

### Lãnh sự tự do về nước
Một ngày trước khi biệt thự của lãnh sự al-Otaibi bị khám xét, ông này đã về nước mà không bị cảnh sát Thổ Nhĩ Kỳ thẩm vấn. Phát ngôn viên đảng cầm quyền AKP cho là vì al-Otaibi được miễn trừ ngoại giao cho nên không thể ngăn cản ông ta được. Durmuş Tezcan, chuyên gia về luật quốc tế của Đại học Cận đông Istanbul, cho rằng trong trường hợp có nghi ngờ mạnh mẽ về tội phạm nghiêm trọng, các nhân viên lãnh sự ngoại quốc có thể bị tạm giam để thẩm vấn. Vì vậy theo ông, cuộc điều tra này nặng tính chính trị hơn là thuần túy pháp lý.

### Ả Rập Xê Út thừa nhận cái chết
Ngày 19 tháng 10 năm 2018, Chính phủ Ả Rập Xê Út thừa nhận là ông đã bị đánh chết trong tòa lãnh sự sau cuộc điều tra khởi đầu và cho sa thải 5 quan chức hàng đầu và tạm giam 18 người Ả Rập Xê Út khác. Những người bị sa thải là Saud al-Qahtani cố vấn của MBS, phó giám đốc cơ quan tình báo Ahmed al-Assiri, thiếu tướng Mohammed bin Saleh al-Rumaih phó giám đốc ban điều hành tổng tình báo, thiếu tướng Abdullah bin Khalifa al-Shaya giám đốc tổng tình báo về nhân lực và tướng Rashad bin Hamed al-Mohammad giám đốc ban điều hành về an ninh và bảo vệ.